# Рожок Григорій
Григо́рій Рожо́к  (*1899—†1944) — український радянський оперний співак, драматичний тенор, співав у Київській та Дніпропетровській операх (1930—1941)
Серед ролей: Радамес («Аїда» Джузеппе Верді), Хозе («Кармен» Ж. Бізе), Герман («Винова краля» Петра Чайковського).
Помер у Німеччині.